# Concurso de castells

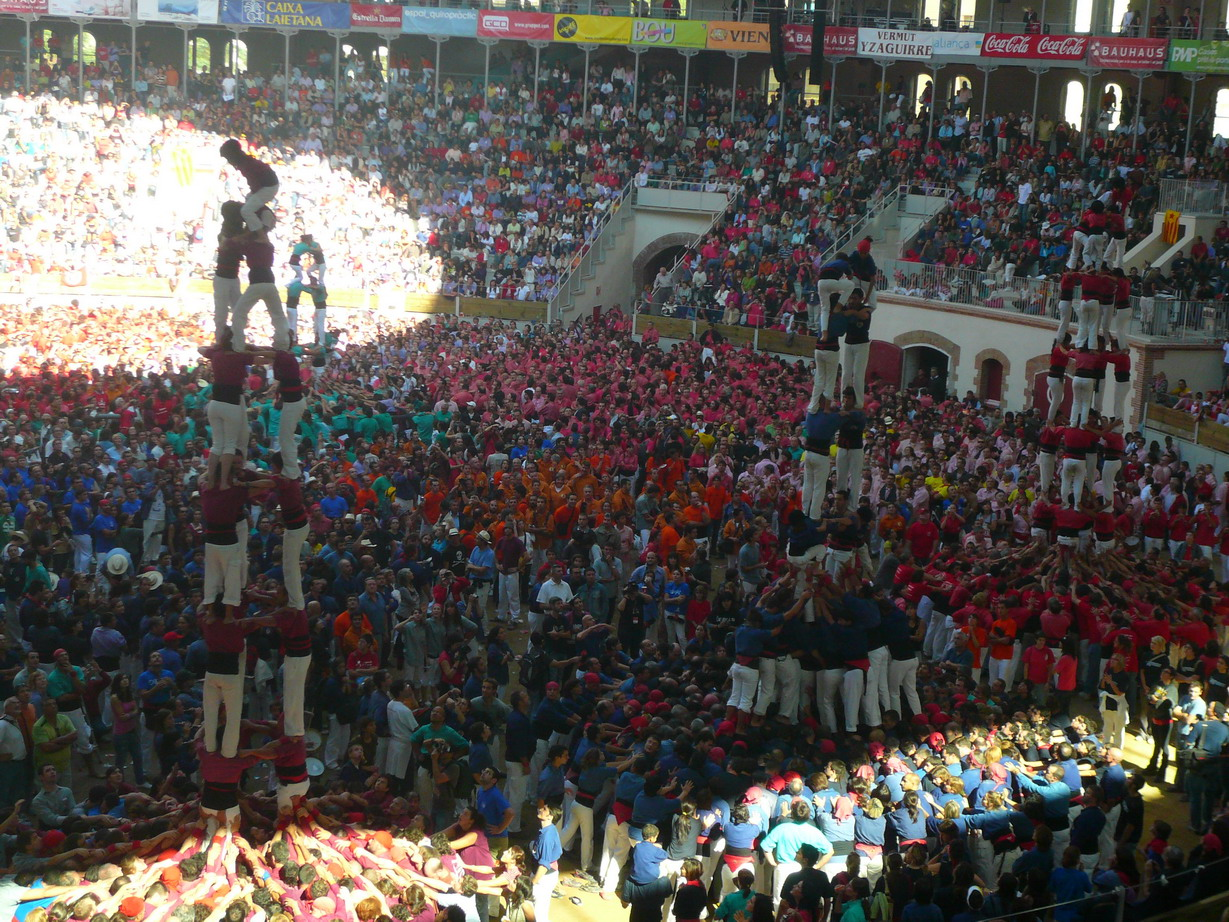
concurso 2008

 Un concurso de castells es una actuación castellera regida por unas bases y en la que se recompensa con premios a las diversas colles participantes en función de su clasificación.
Las bases y la clasificación convierten a los concursos de castells en un tipo de actuación completamente distinta a las actuaciones convencionales, que se rigen por las normas no escritas de la tradición y que no contemplan, en principio, el espíritu competitivo de los concursos.
El primer concurso de castells, llamado "Concurso regional de Xiquets de Valls" se celebró en Barcelona en el marco de las fiestas de la Merced del año 1902.
Tarragona, Villafranca del Panadés, Valls, Vendrell, Reus y Torredembarra también han sido sede de concursos de castells en alguna ocasión, pero es en Tarragona donde este tipo de concursos se ha consolidado y donde se han celebrado un mayor número de ediciones.
La vertiente competitiva de los concursos y la celebración en un recinto cerrado y de pago ha provocado en ciertos ámbitos una importante polémica por lo que algunas colles han decidido no participar en los concursos.
Algunos de los objetos vinculados a concursos de castells estarán expuestos en el futuro Museo Casteller de Cataluña que se está construyendo en Valls. 

## El concurso de castells de Tarragona
El concurso de castells de Tarragona se celebra actualmente (2005) en la plaza de toros de la ciudad, el primer fin de semana de octubre de los años pares. La primera edición se celebró en el año 1932, repitiéndose en 1933 pero que dejó de tener continuidad hasta 1952. Sin embargo, no fue hasta la década de 1980 en que se consolidó el concurso.
Las bases del concurso de castells de Tarragona determinan una puntuación concreta para los castells en función de su dificultad. Los castells "cargados" (solo levantados) puntúan menos que los "descargados" (levantados y desmontados) y se restan puntos de penalización por diversos conceptos como el de no conseguir el castell al primer intento. La suma de los tres mejores de estructura diferente determina la clasificación final en función de la cual se perciben los premios. Un jurado es el encargado de velar por la aplicación correcta de las normas.
A este concurso se invitaba tradicionalmente a todas las colles, pero desde la edición de 1996, a causa del aumento en el número de grupos de castellers, solo pueden participar aquellos grupos locales que hayan descargado un "3 de 8" (castell de ocho pisos de altura y tres personas en cada piso) antes del día de San Juan. El cartel se completa con las otras colles del mundo de los castellers hasta completar un total de 18 participantes.
- Datos: Q6747099
- Multimedia: Castells contests / Q6747099